# Якторув (гміна)
Гміна Якторув (пол. Gmina Jaktorów) — сільська гміна у центральній Польщі. Належить до Ґродзиського повіту Мазовецького воєводства.
Станом на 31 грудня 2011 у гміні проживало 10939 осіб.

## Площа
Згідно з даними за 2007 рік площа гміни становила 55.24 км², у тому числі:
- орні землі: 78.00%
- ліси: 8.00%

Таким чином, площа гміни становить 15.06% площі повіту.

## Населення
Станом на 31 грудня 2011:
| Опис     | Загалом | Загалом | Чоловіки | Чоловіки | Жінки | Жінки |
| -------- | ------- | ------- | -------- | -------- | ----- | ----- |
| одиниця  | осіб    | %       | осіб     | %        | осіб  | %     |
| все      | 10939   | 100     | 5357     | 48.97    | 5582  | 51.03 |
| міське   | 0       | 100     | 0        |          | 0     |       |
| сільське | 10939   | 100     | 5357     | 48.97    | 5582  | 51.03 |

## Сусідні гміни
Гміна Якторув межує з такими гмінами: Баранув, Віскіткі, Ґродзиськ-Мазовецький, Жирардув, Радзейовіце.